# Арун (приток Коси)
Арун (в Китае — Пунгчу, непальск. अरुण नदी) — река на востоке Непала и юге Тибетского автономного района Китая.
Берёт начало в уезде Ньялам округа Шигадзе Тибетского автономного района Китая и далее протекает через уезды Тингри и Динггье. В верховьях Арун течёт главным образом в восточном и юго-восточном направлениях, а затем резко поворачивает и течёт на юг и юго-запад вплоть до своего устья. Арун пересекает границу с Непалом и пробивает себе путь через главный хребет Гималаев между горными массивами Макалу и Канченджанга. В районе границы высота реки над уровнем моря составляет около 3500 м, а высота окружающих гор достигает 8500 м, что делает долину реки Арун одной из самых глубоких в мире.
Арун является крупнейшей рекой Непала, пересекающей Гималаи. Бассейн Аруна составляет более половины бассейна реки Сапт-Коси, однако он привносит лишь около четверти всего стока. Это противоречие объясняется тем, что более 80 % бассейна находится в дождевой тени Гималаев. Средняя норма осадков в тибетской части бассейна Аруна не превышает 300 мм. После пересечения Гималаев река становится значительно полноводнее, так как попадает во влажный муссонный климат восточного Непала. Рельеф бассейна Аруна к югу от границы с Китаем характеризуется как горный, сильно расчленённый речными долинами. Данный регион отличается высокой сейсмической активностью. В бассейне Аруна проживают около полумиллиона человек, большинство из них живут в нижнем течении реки, на высотах от 300 до 1000 м.
Арун сливается с рекой Сун-Коси и образует при этом реку Сапт-Коси. Арун составляет 37 % расхода реки Сапт-Коси, Сун-Коси — 44 %, а Тамур — 19 %.